# ヨーテボリ交響楽団
ヨーテボリ交響楽団 または エーテボリ交響楽団（スウェーデン語: Göteborgs symfoniker）は、スウェーデンのヨーテボリに本拠を置くオーケストラ。

## 概要
1905年に楽団創立。1907年から15年間首席指揮者を務めたステーンハンマルの時代に、当時の最先端のシンフォニーなどを積極的に取り上げ、多くの演奏家や作曲家を招聘するなど演奏能力の向上に努め、楽団最初の黄金時代を築いた。
楽団第2の黄金期を迎えたのは、1982年から22年間首席指揮者を務めたN.ヤルヴィのもとでだった。BIS、DGG、シャンドス等に大量の録音を積極的に行い、楽員数及び国内外への楽旅を増やすなど、楽団のスケールアップを果たした。特にレコーディングにおいては、シベリウスをはじめ、北欧音楽の魅力に新しい光を当て、楽団に国際的名声をもたらし、1997年にはスウェーデン国立管弦楽団の名称を贈られた。本拠地のヨーテボリ・コンサートホールは、優秀な音響で知られる。

## 歴代指揮者

### 首席指揮者
- ハインリヒ・ハンマー(1905 - 1907)
- ヴィルヘルム・ステーンハンマル (1907 - 1922)
- テューレ・ラングストレム (1922 - 1925)
- トール・マン (1925 - 1939)
- イサイ・ドブローウェン (1941 - 1953)
- ディーン・ディクソン (1953 - 1960)
- ステン・フリュクベリ (1961 - 1967)
- セルジュ・コミッシオーナ (1967 - 1973)
- シクステン・エールリング (1974 - 1976)
- シャルル・デュトワ (1976 - 1979)
- ネーメ・ヤルヴィ (1982 - 2004)
- マリオ・ヴェンツァーゴ (2004 - 2007)
- グスターボ・ドゥダメル (2007 - 2012)
- サントゥ＝マティアス・ロウヴァリ (2017 - 2025)

### 首席客演指揮者
- ノーマン・デル・マー (1969 - 1973)
- クリスティアン・ツァハリアス (2002 - 2013)
- エトヴェシュ・ペーテル (2003 - 2007)
- ケント・ナガノ (2013 - 2017)※首席客演指揮者ならびに芸術アドバイザー

## 録音
ネーメ・ヤルヴィが、BISやDeutsche Grammophonにシベリウスの交響曲全集を制作するなど、多くの録音を残した。
サントゥ＝マティアス・ロウヴァリも、2024年現在Alphaにシベリウスの交響曲を継続して録音している。